# Assan Musa Camara
| Parlamentswahl | Stimmen    | Stimmanteil |
| -------------- | ---------- | ----------- |
| 1960           | 2.535      | 58,64 %     |
| 1962           | 1.532      | 56,41 %     |
| 1966           | 1.648      | 56,89 %     |
| 1972           | 2.222      | 65,68 %     |
| 1977           | 5.243      | 88,34 %     |
| 1982           | einstimmig | 100,00 %    |
| 1987           | 2.401      | 42,19 %     |
| 1992           | 2.054      | 43,01 %     |

Assan Musa Camara GCRG (* 21. April 1923 in Mansajang Kunda; † 15. September 2013 in Banjul) war gambischer Politiker.

## Leben und Wirken
Camara gehörte dem Kabinett von Gambia unter Präsident Dawda Jawara als zweiter Außenminister von 1967 bis 1974 an. Er war in der Partei Gambian People’s Party tätig, die nach dem Militärputsch von 1994 verboten wurde.
Bei der Präsidentschaftswahl von 1987 stellte er sich zur Wahl, erzielte aber nur 13,7 Prozent der abgegebenen Stimmen. Bei der Präsidentschaftswahl von 1992 erhielt er 8,0 Prozent der Stimmen. Bei beiden Wahlen war er jeweils der drittstärkste Kandidat.
Assan Musa Camara starb im September 2013 und wurde mit einem Staatsakt bedacht, beerdigt wurde auf dem Old Jeshwang Cemetery in Kanifing.

## Ehrungen und Auszeichnungen
- Order of the Republic of The Gambia der Stufe Grand Commander (GCRG)